# چاشره
چاشره یا بت (نام علمی: Gerres filamentosus) گونه‌ای ماهی است از خانواده چغوک‌ماهیان که در دریای عمان و خلیج فارس زندگی می‌کند. به چاشره، باته، چقو، و چغوک رشته‌دار هم گفته‌اند.
چاشره بدنی نقره‌ای دارد با یک دسته از لکه‌های منظم عمودی در پهلوها. در باله پشتی آن نخستین پرتو دراز است و چند پرتو تیز دارد. طول ماهی ۲۵ سانتی‌متر است.